# Roberto Álvarez Ríos
Roberto Jesús Álvarez Ríos (La Habana, Cuba, 17 de septiembre de 1932 - Saint-Benoît, Réunion. 16 de diciembre de 2015) fue un artista cubano especializado en pintura y dibujo. 
Entre 1951 y 1955 estudió en la Escuela Nacional de Bellas Artes de San Alejandro de La Habana, en 1958 estudió dibujo y pintura en la Escuela Nacional Superior de Bellas Artes de París.

## Exhibiciones

### Individuales
- Galería de Arte, Galiano y Concordia, La Habana (Cuba, 1962).
- Exposition de Peintures, Galerie Foch, Rodez (Francia, 2002).

### Colectivas
- XXXVI Salón de Bellas Artes, Museo Nacional de Bellas Artes de La Habana (Cuba, 1955).
- Ière. Biennale de París, Museo de Arte Moderna de París  (Francia, 1959).
- Petits Formats, Espace Altura, París (Francia, 1994)